# Treći element
Treći element je popularno znanstvena emisija na Hrvatskoj Radio Televiziji koja nastoji približiti aktualne znanstvene teme kroz razgovor s hrvatskim znanstvenicima. Voditelji u emisiji su znanstvenici s Instituta Ruđer Bošković, dr. sc. Saša Ceci i dr.sc. Marko Košiček.
Svaka epizoda traje 30 minuta. Počinje s uvodnim prilogom gdje se nastoji približiti tema emisije, te potom voditelji počinju unakrsno postavljati tematska pitanja gostima. Slijedi još jedan izvanstudijski prilog, te drugi dio razgovora s gostima.
Serija aktivno poziva svoje gledatelje na Facebook stranicu Trećeg elementa na kojoj stavljaju kratke vijesti iz znanosti ali i linkove na web stranice ili video isječke koji dodatno pojašnjavaju temu. Na istom mjestu omogućuju gledateljima da naknadno postave pitanja znanstvenicima iz prethodne epizode, a nakon što dobiju odgovore, objavljuju ih kao Facebook bilješke.
Arhiva na HRTovim stranicama krajem 2014. počela je brisati prve epizode Trećeg elementa. Kako bi očuvali dostupnost svih epizoda, one se od sada nalaze i na YouTube kanalu Trećeg elementa.
Sve epizode su dostupne na YouTube kanalu te sortirane unutar playlista.

## Popis epizoda

### Prva sezona (2013. – 2014.)
| Redni broj | Datum prvoga emitiranja | Teme epizode                            | Gosti emisije |
| ---------- | ----------------------- | --------------------------------------- | --- |
| 1          | 3. listopada 2013.      | Grafen - čudesan materijal              | dr. sc. Hrvoje Buljan, Fizički odsjek PMF-a u Zagrebu i dr. sc. Marko Kralj, Institut za fiziku |
| 2          | 10. listopada 2013.     | Hrana budućnosti                        | Hrvoje Fulgosi s Instituta "Ruđer Bošković" i dr. sc. Ivan Krešimir Svetec s Prehrambeno-biotehnološkog fakulteta u Zagrebu                                                                                 |
| 3          | 17. listopada 2013.     | Biotehnologija - Regenerativna medicina | prof. dr. sc. Slobodan Vukičević s Medicinskog fakulteta u Zagrebu i prof. dr. sc. Boris Labar iz Centra za ekspertnu medicinu                                                                              |
| 4          | 24. listopada 2013.     | Nuklearna energetika                    | dr. sc. Davor Grgić sa zagrebačkog Fakulteta elektrotehnike i računarstva i dr. sc. Tonči Tadić s Instituta Ruđer Bošković                                                                                  |
| 5          | 31. listopada 2013.     | Genomika i proteomika                   | dr. sc. Fran Borovečki, Medicinski fakultet, i dr. sc. Mario Cindrić, IRB |
| 6          | 7. studenog 2013.       | Higgsov bozon                           | dr. sc. Krešimir Kumerički, teorijski fizičar sa zagrebačkog PMF-a i dr. sc. Vuko Brigljević, eksperimentalni fizičar s IRB-a                                                                               |
| 7          | 14. studenog 2013.      | Računalna kemija                        | prof. dr. sc. Zlatkom Mihalićem s Prirodoslovno-matematičkog fakulteta u Zagrebu i dr. sc. Anđelom Šarić sa Sveučilišta Cambridge                                                                           |
| 8          | 21. studenog 2013.      | Biofizika - Meka i vlažna nanoznanost   | dr. sc. Galja Pletikapić s Instituta Ruđer Bošković i dr. sc. Antonio Šiber s Instituta za fiziku |
| 9          | 28. studenog 2013.      | Borba protiv HIV-a                      | prof. dr. sc. Josipom Begovcem s Klinike za infektivne bolesti 'Dr. Fran Mihaljević' i doc. dr. sc. Ivanom Božičević iz Škole narodnog zdravlja 'Dr. Andrija Štampar'                                       |
| 10         | 5. prosinca 2013.       | Kvazikristali (i kvaziznanstvenici)     | doc. dr. Franka Miriam Brückler s Matematičkog odsjeka PMF-a i dr. sc. Vladimir Stilinović s Kemijskog odsjeka PMF-a                                                                                        |
| 11         | 12. prosinca 2013.      | Zelena kemija                           | prof. dr. Ernest Meštrović iz Plivinog odjela za istraživanje i razvoj, te dr. sc. Vjekoslav Štrukil, iz Zavoda za organsku kemiju i biokemiju na IRB-u                                                     |
| 12         | 19. prosinca 2013.      | Potraga za novim materijalima           | dr. sc. Ivana Capan sa Zavoda za fiziku materijala i dr. sc. Predrag Lazić sa Zavoda za teorijsku fiziku |
| 13         | 9. siječnja 2014.       | Evolucija                               | doc. dr. sc. Damjan Franjević s Biološkog odsjeka Prirodoslovno-matematičkog fakulteta u Zagrebu i prof. dr. sc. Đurđica Ugarković s Instituta Ruđer Bošković                                               |
| 14         | 16. siječnja 2014.      | Fascinantna antimaterija                | prof. dr. sc. Mirko Planinić i dr. sc. Nikola Poljak s Fizičkog odsjeka PMF-a u Zagrebu |
| 15         | 23. siječnja 2014.      | REGPOT projekti                         | prof. dr. sc. Gordan Lauc, koordinator Integra-Life projekta, dr. sc. Oliver Vugrek, koordinator InnoMol projekta                                                                                           |
| 16         | 30. siječnja 2014.      | Moderna meteorologija                   | prof. dr. sc. Darko Koračin, Prirodoslovno-matematički fakultet / Sveučilište u Splitu i dr. sc. Nataša Strelec Mahović, Državni hidrometeorološki zavod                                                    |
| 17         | 6. veljače 2014.        | Nuspojave (ne)cijepljenja               | Infektolog dr. sc. Goran Tešović i epidemiolog dr. sc. Bernard Kaić |
| 18         | 13. veljače 2014.       | Život u ekstremnim uvjetima             | dr. sc. Ksenija Zahradka s Instituta "Ruđer Bošković" i dr. sc. Anita Kriško s Mediteranskog instituta za istraživanje života u Splitu                                                                      |
| 19         | 20. veljače 2014.       | Nastanak materije                       | nuklearni fizičar Matko Milin s Fizičkog odsjeka PMF-a u Zagrebu i kozmolog Hrvoje Štefančić s Instituta Ruđer Bošković                                                                                     |
| 20         | 27 veljače 2014.        | Roboti u medicini                       | prof. dr. sc. Bojan Jerbić, Fakultet strojarstva i brodogradnje, Zagreb i prof. dr. sc. Darko Chudy, KB Dubrava                                                                                             |
| 21         | 6. ožujka 2014.         | (Ne)obnovljivi izvori energije?         | dr. sc. Maja Božičević Vrhovčak, Društvo za oblikovanje održivog razvoja, te izv. prof. dr. sc. Zdenko Šimić, Fakultet elektrotehnike i računarstva u Zagrebu                                               |
| 22         | 13. ožujka 2014.        | Socijalni mozak                         | akademik Ivica Kostović i prof. dr. sc. Miloš Judaš |
| 23         | 20. ožujka 2014.        | Ekstremni svemir                        | prof. dr. sc. Nikola Godinović i popularni astrofizičar i popularizator znanosti dr. sc. Dario Hrupec |
| 24         | 27. ožujka 2014.        | Popularizacija znanosti                 | Rosana Besednik, Festival znanosti; Bruno Blumenschein, Znanstveni piknik; prof. dr. sc. Gordana Rusak, Noć biologije; doc. dr. sc. Dominik Cinčić, Otvoreni dan kemije                                     |
| 25         | 3. travnja 2014.        | Kompleksni sustavi                      | doc. dr. Mile Šikić s FER-a i dr. sc. Vinko Zlatić s IRB-a |
| 26         | 10. travnja 2014.       | Borba protiv raka                       | prof. dr. sc. Ivan Đikić, Institut za biokemiju, Goetheovo sveučilište u Frankfurtu, prof. dr. sc. Antonio Juretić, Klinika za onkologiju, KBC Zagreb i Medicinski fakultet, Sveučilište u Zagrebu          |
| 27         | 17. travnja 2014.       | Klimatske promjene                      | prof. dr. sc. Branko Grisogono, PMF i prof. dr. sc. Mirko Orlić, PMF |
| 28         | 24. travnja 2014.       | Kemijski senzori                        | izvanredni prof. dr. sc. Stjepan Milardović, Fakultet kemijskog inženjerstva i tehnologije Sveučilišta u Zagrebu i prof. dr. sc. Milan Sak-Bosnar, Odjel za kemiju Sveučilište J. J. Strossmayera u Osijeku |
| 29         | 8. svibnja 2014.        | Što se zbiva u atomskoj jezgri?         | Teorijski fizičar akademik Dario Vretenar i eksperimentalni fizičar prof. dr. sc. Damir Bosnar |
| 30         | 15. svibnja 2014.       | Virusi kao saveznici                    | dr. sc. Andreja Ambriović Ristov, Institut Ruđer Bošković i prof.dr.sc. Stipan Jonjić, Medicinski fakultet, Sveučilište u Rijeci                                                                            |
| 31         | 22. svibnja 2014.       | Uh, ta matematika                       | prof. dr. sc. Josip Tambača s Prirodoslovno-matematičkog fakulteta u Zagrebu i prof. dr. sc. Zvonimir Šikić s Fakulteta strojarstva i brodogradnje u Zagrebu                                                |
| 32         | 29. svibnja 2014.       | Lijekovi i farmaceutska industrija      | doc. dr. sc. Zrinka Rajić Džolić, Farmaceutsko biokemijski fakultet, Zagreb, i prof. dr. sc. Vesna Eraković Haber, Fidelta d.o.o.                                                                           |
| 33         | 5. lipnja 2014.         | Što nakon Higgsa?                       | dr. sc. Biljana Lakić, Zavod za eksperimentalnu fiziku - Institut Ruđer Bošković i izvanredni prof. Predrag Dominis Prester, Odjel za fiziku - Sveučilište u Rijeci.                                        |
| 34         | 12. lipnja 2014.        | Kriptografija                           | akademik Andrej Dujella, Prirodoslovno-matematički fakultet u Zagrebu; izv. prof. dr. sc. Borka Jadrijević, Prirodoslovno-matematički fakultet u Splitu                                                     |

### Druga sezona (2014. – 2015.)
| Redni broj | Datum prvoga emitiranja | Teme epizode                                 | Gosti emisije |
| ---------- | ----------------------- | -------------------------------------------- | --- |
| 35         | 2. listopada 2014.      | Kemijski aditivi                             | dr. sc. Valerije Vrček i dr. sc. Franjo Plavšić. |
| 36         | 9. listopada 2014.      | Ekstrasolarni planeti i izvanzemaljski život | doc. dr. sc. Dijana Dominis Prester s Riječkog sveučilišta i izv. prof. dr. sc. Ita Gruić Sovulj sa Zagrebačkog sveučilišta.                                                                 |
| 37         | 16. listopada 2014.     | Amiotrofična lateralna skleroza (ALS)        | prof. dr. sc. Ervina Bilić, Klinika za neurologiju, KBC Zagreb te doc. dr. sc. Dinko Mitrečić, Medicinski fakultet, Sveučilište u Zagrebu.                                                   |
| 38         | 23. listopada 2014.     | Ionizirajuće zračenje                        | dr. sc. Marija Majer iz Zavoda za kemiju materijala Instituta Ruđer Bošković i prof. dr. sc. Petar Kraljević s Veterinarskog fakulteta Sveučilišta u Zagrebu.                                |
| 39         | 30. listopada 2014.     | Ljudski GPS                                  | prof. dr. sc. Goran Šimić, Hrvatski institut za istraživanje mozga i prof. dr. sc. Zdravko Petanjek, Hrvatski institut za istraživanje mozga.                                                |
| 40         | 6. studenog 2014.       | Neionizirajuće zračenje                      | prim. dr. sc. Jelena Macan s Instituta za medicinska istraživanja i medicinu rada i prof. dr. sc. Davor Bonefačić s Fakulteta elektrotehnike i računarstva Sveučilišta u Zagrebu.            |
| 41         | 13. studenog 2014.      | Znanstvene olimpijade                        | prof. dr. sc. Krešo Zadro, Fizički odsjek, PMF Zagreb te dipl. ing. Matija Bašić, Matematički odsjek, PMF Zagreb.                                                                            |
| 42         | 20. studenog 2014.      | Crne rupe                                    | doc. dr. sc. Vernesa Smolčić, eksperimentalna astrofizičarka, PMF u Zagrebu i doc. dr. sc. Ivica Smolić, teorijski fizičar, PMF u Zagrebu.                                                   |
| 43         | 27. studenog 2014.      | Laboratorijski miševi                        | prof. dr. sc. Bojan Polić, Medicinski fakultet, Sveučilište u Rijeci te prof. dr. sc. Srećko Gajović, Medicinski fakultet, Sveučilište u Zagrebu.                                            |
| 44         | 4. prosinca 2014.       | Laseri                                       | dr. sc. Ticijana Ban i dr. sc. Damir Aumiler s Instituta za fiziku u Zagrebu. |
| 45         | 11. prosinca 2014.      | Medicinski kanabis                           | prof. dr. sc. Zoran Đogaš, Medicinski fakultet, Sveučilište u Splitu te prof. dr. sc. Zdravko Lacković, Medicinski fakultet, Sveučilište u Zagrebu                                           |
| 46         | 18. prosinca 2014.      | Statistički značajna stvarnost               | prof. dr. sc. Bojan Basrak, Prirodoslovno-matematički fakultet u Zagrebu i prof. dr. sc. Ivica Puljak, Fakultet elektrotehnike, strojarstva i brodogradnje u Splitu.                         |
| 47         | 15. siječnja 2015.      | Genomika tumora                              | dr. sc. Koraljka Gall Trošelj, Institut Ruđer Bošković; dr. sc. Fran Supek, CRG Barcelona.                                                                                                   |
| 48         | 22. siječnja 2015.      | Automobil budućnosti                         | prof. Hrvoje Gold, dekan Fakulteta prometnih znanosti, izvanredni profesor Siniša Šegvić s Fakulteta elektrotehnike i računarstva.                                                           |
| 49         | 29. siječnja 2015.      | Nutricionizam                                | prof. dr. sc. Irena Colić Barić, Prehrambeno-biotehnološki fakultet, Zagreb; prof. dr. sc. Tea Bilušić, Kemijsko-tehnološki fakultet, Split.                                                 |
| 50         | 05. veljače 2015.       | Čudesna kvantna fizika                       | dr. sc. Hrvoje Nikolić s Instituta Ruđer Bošković i doc. dr. sc. Tihomir Vukelja s Prirodoslovno-matematičkog fakulteta Sveučilišta u Zagrebu.                                               |
| 51         | 12. veljače 2015.       | Ljubav                                       | dr. sc. Igor Mikloušić s Instituta Ivo Pilar te doc. dr. sc. Milan Radoš s Hrvatskog instituta za istraživanje mozga.                                                                        |
| 52         | 19. veljače 2015.       | Ovisnost                                     | prof. dr. sc. Vladimir Trkulja, Medicinski fakultet u Zagrebu i prof. dr. sc. Slavko Sakoman, KB Sestre milosrdnice.                                                                         |
| 53         | 26. veljače 2015.       | Superkiseline i superbaze                    | dr. sc. Robert Vianello, Institut "Ruđer Bošković", dr. sc. Davor Margetić, Institut "Ruđer Bošković"                                                                                        |
| 54         | 05. ožujka 2015.        | Zagonetni neandertalci                       | prof. dr. sc. Ivor Karavanić s Filozofskog fakulteta Sveučilišta u Zagrebu i dr. sc. Ivor Janković s Instituta za antropologiju.                                                             |
| 55         | 12. ožujka 2015.        | Gospodarenje otpadom                         | izv. prof. dr. sc. Slaven Dobrović, Fakultet strojarstva i brodogradnje, Zagreb i dr. sc. Viktor Simončič, Vikos.                                                                            |
| 56         | 19. ožujka 2015.        | Moždani udar                                 | prof. dr. sc. Zdravka Poljaković, Klinika za neurologiju, KBC Zagreb, prof. dr. sc. Marko Radoš, Klinički zavod za dijagnostičku i intervencijsku radiologiju, KBC Zagreb                    |
| 57         | 26. ožujka 2015.        | Život buba                                   | prof. dr. sc. Renata Bažok, Agronomski fakultet, Zagreb; dr. sc. Marija Ivković, Biološki odsjek PMF-a, Zagreb.                                                                              |
| 58         | 02. travnja 2015.       | Dupini                                       | dr. sc. Draško Holcer, Institut "Plavi svijet" i prof. Grgur Pleslić, Institut "Plavi svijet"                                                                                                |
| 59         | 09. travnja 2015.       | Dobre bakterije                              | Molekulani biolog prof. dr. sc. Kristian Vlahoviček s Prirodoslovno-matematičkog fakulteta i mikrobiologinja izv. prof. dr. sc. Jadranka Frece s Prehrambeno-biotehnološkog fakulteta.       |
| 60         | 16. travnja 2015.       | Idemo u ZOO                                  | Ravnateljica zagrebačkog Zoološkog vrta mr. sc. Davorka Maljković i s dr. sc. Maja Lukač s Veterinarskog fakulteta Sveučilišta u Zagrebu                                                     |
| 61         | 23. travnja 2015.       | Dan knjige                                   | dr. sc. Jasmina Osterman, Filozofski fakultet, Zagreb; Igor Kozjak, dipl. ing. kem., Hrvatski državni arhiv; Bojan Macan, IRB; prof. Tanja Buzina, Nacionalna i sveučilišna knjižnica.       |
| 62         | 30. travnja 2015.       | Izvaninstitucionalno obrazovanje             | Korado Korlević, Zvjezdarnica Višnjan, Nikola Božić, Istraživačka stanica Petnica. |
| 63         | 7. svibnja 2015.        | Medicina temeljena na dokazima               | izv. prof. dr. sc. Livia Puljak, Medicinski fakultet, Sveučilište u Splitu; doc. dr. sc. Viljemka Bučević Popović, Odjel za kemiju, Prirodoslovno-matematički fakultet, Sveučilište u Splitu |
| 64         | 14. svibnja 2015.       | Umjetna inteligencija                        | dr. sc. Sašo Džeroski, Institut 'Jožef Stefan', Ljubljana; doc. dr. sc. Jan Šnajder, Fakultet elektrotehnike i računarstva, Zagreb.                                                          |
| 65         | 21. svibnja 2015.       | Istraživanje svemira                         | umirovljena NASA-ina astronautkinja, inženjerka i pilotkinja Marsha Ivins, te astronom, popularizator znanosti i voditelj zagrebačkog planetarija Ante Radonić                               |
| 66         | 28. svibnja 2015.       | Starenje                                     | prof. dr. sc. Ivica Rubelj, Institut "Ruđer Bošković", prof. dr. sc. Janoš Terzić, Medicinski fakultet, Sveučilište u Splitu                                                                 |
| 67         | 4. lipnja 2015.         | Potresi i seizmologija                       | prof. dr. sc. Marijan Herak s Geofizičkog odsjeka PMF-a, Sveučilišta u Zagrebu, mr. sc. Ivo Allegretti, rukovoditelj Seizmološke službe RH pri Geofizičkom odsjeku PMF-a u Zagrebu.          |
| 68         | 11. lipnja 2015.        | Imunologija                                  | prof. dr. sc. Asja Stipić Marković, Klinička bolnica Sveti Duh i prof. dr. sc. Neda Aberle, Hrvatsko društvo za alergologiju i kliničku imunologiju Hrvatskog liječničkog zbora.             |
| 69         | 18. lipnja 2015.        | Problemi mladih znanstvenika u Hrvatskoj     | prof. dr. sc. Ivan Pejić, pomoćnik ministra znanosti, obrazovanja i sporta; dr. sc. Fabio Faraguna, Mreža mladih znanstvenika; Sanjin Marion, mag. phys., Mreža mladih znanstvenika.         |

### Treća sezona (2015. – 2016.)
| Redni broj | Datum prvoga emitiranja | Teme epizode                   | Gosti emisije |
| ---------- | ----------------------- | ------------------------------ | --- |
| 70         | 1. listopada 2015.      | Znanstveni imigranti           | kemičar dr. sc. David Matthew Smith s Instituta Ruđer Bošković i sociolog dr. sc. Paul Stubbs s Ekonomskog instituta u Zagrebu. Osim njih, za Treći element govore i dr. sc. Fabrizio Nesti, dr. sc. Danijela Barić, dr. sc. Davorka Vidović, prof. dr. sc. Siniša Zrinščak te dr. sc. Tome Antičić. |
| 71         | 15. listopada 2015.     | Voda                           | fizičar Davor Horvatić i kemičar Nikola Bregović s Prirodoslovno-matematičkog fakulteta Sveučilišta u Zagrebu. Još i kemičari Vladimir Stilinović, Marijana Erk i Tomislav Portada. |
| 72         | 22. listopada 2015.     | Znanstveno novinarstvo         | izv. prof. dr. sc. Gordana Vilović, Fakultet političkih znanosti, Sveučilište u Zagrebu, Neven Barković, t portali, Tanja Rudež, Jutarnji list. |
| 73         | 29. listopada 2015.     | Kvasci                         | dr. sc. Mary Sopta, Institut Ruđer Bošković; prof. dr. sc. Srđan Novak, Prehrambeno-biotehnološki fakultet, Sveučilište u Zagrebu. |
| 74         | 5. studenog 2015.       | Stanični kostur                | biologinja Iva Tolić s IRB-a i fizičar Nenad Pavin s PMF-a u Zagrebu. |
| 75         | 12. studenog            | Stanična membrana              | fizičarka Ana Sunčana Smith i stanična membrana Treći element u Zagrebu biologinja Marijeta Kralj. Još govore i fizičar Mislav Cvitković te biolozi Katja Ester, Iva Guberović, Marko Marjanović i Ana-Matea Mikecin. |
| 76         | 19. studenog 2015.      | Tropske bolesti                | izv. prof. dr. sc. Davorka Lukas s Klinike za infektivne bolesti "Dr. Fran Mihaljević" i prof. dr. sc. Albert Marinculić s Veterinarskog fakulteta, Sveučilišta u Zagrebu. |
| 77         | 26. studenog 2015.      | Sigurnost na Internetu         | doc. dr. sc. Stjepan Groš i doc. dr. sc. Marin Vuković iz Laboratorija za informacijsku sigurnost i privatnost, Fakulteta elektrotehnike i računarstva u Zagrebu. |
| 78         | 3. prosinca 2015.       | Proizvodnja proteina           | biofizičar Bojan Žagrović sa Sveučilišta u Beču i kemičar Branimir Bertoš sa zagrebačkog PMF-a. Još govore i biokemičarka Ita Gruić Sovulj, također s PMF-a, te fizičar Antonio Šiber s Instituta za fiziku. |
| 79         | 10. prosinca 2015.      | Populacijska istraživanja      | izv. prof. dr. sc. Ozren Polašek, Medicinski fakultet, Sveučilište u Splitu, prof. dr. sc. Damir Marjanović, Institut za antropologiju, Sveučilište u Zagrebu |
| 80         | 17. prosinca 2015.      | Vatra i plazma                 | kemičar Nenad Judaš sa zagrebačkog PMF-a i fizičar Slobodan Milošević, ravnateljem Instituta za fiziku. |
| 81         | 14. siječnja 2016.      | Invazivne vrste                | izv. prof. dr. sc. Sven Jelaska, Biološki odsjek, Prirodoslovno-matematički fakultet, Zagreb i dr. sc. Ante Žuljević, Institut za oceanografiju i ribarstvo, Split. |
| 82         | 21. siječnja 2016.      | Galileo Galilei                | Stipe Kutleš s Instituta za filozofiju te Đuro Drobac s Instituta za fiziku. Osim njih, o Galileju za Treći element govore i fizičari Antonio Šiber i Dario Hrupec te filozof znanosti Boris Kožnjak. |
| 83         | 28. siječnja 2016.      | Reforma školstva               | dr. sc. Boris Jokić, voditelja cjelovite kurikularne reforme, i akademik Vladimira Paar, dugogodišnji edukator i sudionik u dosadašnjim školskim reformama. Još govore i akademici Stanko Popović i Mislav Ježić, članice stručnih skupina Anica Hrlec (fizika), Tajana Preočanin (kemija) i Žaklin Lukša (biologija) te učenici Gimnazije Josipa Slavenskog iz Čakovca.                                               |
| 84         | 4. veljače 2016.        | Doping                         | prim. dr. sc. Zoran Manojlović, predstojnik Službe za antidoping Hrvatskog zavoda za toksikologiju i antidoping te prof. dr. sc. Ozren Jakšić sa Zavoda za hematologiju, KB Dubrava i Medicinskog fakultet Sveučilišta u Zagrebu. Lijevi i desni mozak 90 |
| 85         | 11. veljače 2016.       | Kako razmišljaju matematičari  | Vjekoslav Kovač i Vedran Čačić s Matematičkog odsjeka zagrebačkog PMF-a. |
| 86         | 18. veljače 2016.       | Znanstvena čestitost           | izv. prof. dr. sc. Lidija Bilić-Zulle s Medicinskog fakulteta u Rijeci i izv. prof. dr. sc. Pavel Gregorić s Hrvatskih studija. Još govore i akademik Vlatko Silobrčić, predsjednik Odbora za etiku u znanosti i visokom obrazovanju, prof. dr. sc. Mladen Petrovečki i doc. dr. sc. Ksenija Baždarić s Medicinskog fakulteta u Rijeci te doc. dr. sc. Jan Šnajder s Fakulteta elektrotehnike i računarstva u Zagrebu. |
| 87         | 25. veljače 2016.       | Izumiranje vrsta               | paleontolog Aleksandar Mezga s Geološkog odsjeka zagrebačkog PMF-a i biolog Marko Ćaleta s Učiteljskog fakulteta Sveučilišta u Zagrebu. Za Treći element još govore Zlatan Bajraktarević s Geološkog odsjeka PMF-a te Dražen Japundžić i Martina Šašić Kljajo iz Hrvatskog prirodoslovnog muzeja. |
| 88         | 3. ožujka 2016.         | Medicinski pomognuta oplodnja  | prof. dr. sc. Hrvoj Vrčić s Klinike za ženske bolesti i porode KBC-a Zagreb i prof. dr. sc. Davor Ježek s Medicinskog fakulteta Sveučilišta u Zagrebu. Posjetili smo i Laboratorij za humanu reprodukciju KBC-a Zagreb u kojem nas je dr. sc. Patrik Stanić upoznao s procedurom medicinski pomognute oplodnje. |
| 89         | 10. ožujka 2016.        | Gorivo budućnosti              | dr. sc. Frano Barbir sa splitskog Fakulteta elektrotehnike, strojarstva i brodogradnje te ing. Matija Gracin iz tvrtke Rimac automobili. |
| 90         | 17. ožujka 2016.        | Lijevi i desni mozak           | doc. dr. sc. Goran Sedmak, Hrvatski institut za istraživanje mozga; Goran Ivkić, dr. med, Hrvatski institut za istraživanje mozga. |
| 91         | 24. ožujka 2016.        | Kiralne molekule               | kiralne molekule Instituta Ruđer Bošković, dr. sc. Leo Frkanec i dr. sc. Matija Gredičak |
| 92         | 31. ožujka 2016.        | Autizam                        | prof. dr. sc. Jasmina Frey Škrinjar s Edukacijsko-rehabilitacijskog fakulteta Sveučilišta u Zagrebu i prim. dr. sc. Zorana Bujas Petković iz Psihijatrijske bolnice za djecu i mladež. |
| 93         | 7. travnja 2016.        | Znanstvene inovacije i patenti | dr. sc. Željko Bihar (Admoveo d.o.o.) i dr. sc. Hrvoje Meštrić (HAMAG-BICRO). |
| 94         | 14. travnja 2016.       | Molekularna biologija biljaka  | dr. sc. Branka Salopek Sondi s Instituta Ruđer Bošković i doc. dr. sc. Nataša Bauer s Prirodoslovno-matematičkog fakulteta u Zagrebu |
| 95         | 21. travnja 2016.       | Kako čujemo                    | biofizičar Damir Kovačić s Medicinskog fakulteta u Splitu i otorinolaringolog Petar Drviš iz KBC-a Split |
| 96         | 28. travnja 2016.       | Hrvatski CSI                   | Treći element gostuje u Centru za forenzična ispitivanja, istraživanja i vještačenja "Ivan Vučetić". Domaćin je načelnik Centra doc. dr. sc. Gordan Mršić, te djelatnici Centra. |
| 97         | 5. svibnja 2016.        | Gravitacijski valovi           | dr. sc. Nevenko Bilić i dr. sc. Fabrizim Nesti s Instituta Ruđer Bošković. Još govore i prof. dr. sc. Damir Buškulić sa sveučilišta Savoie Mont-Blanc i dr. sc. Ivica Smolić sa zagrebačkog PMF-a. |
| 98         | 12. svibnja 2016.       | Virusi napadaju                | prof. dr. sc. Alemka Markotić s Klinike za infektivne bolesti 'Dr. Fran Mihaljević' i doc. dr. sc. Igor Jurak s Odjela za biotehnologiju Sveučilišta u Rijeci. |
| 99         | 19. svibnja 2016.       | Optičke varke                  | psiholozi Dražen Domijan sa Sveučilišta u Rijeci i Dragutin Ivanec sa Sveučilišta u Zagrebu. |
| 100        | 26. svibnja 2016.       | 100. emisija                   | |

## Linkovi
- Facebook stranica serije Treći element
- HRT Emisije na zahtjev - Treći element  Arhivirana inačica izvorne stranice od 8. srpnja 2014. (Wayback Machine)
- YouTube - Treći element